# برایان کلمنس
برایان کلمنس (انگلیسی: Brian Clemens؛ ‏ ۳۰ ژوئیهٔ ۱۹۳۱ – ۱۰ ژانویهٔ ۲۰۱۵) فیلم‌نامه‌نویس، تهیه‌کننده و کارگردان اهل بریتانیا بود.
از فیلم‌ها یا مجموعه‌های تلویزیونی که وی در آن‌ها نقش داشته‌است، می‌توان به حرفه‌ای‌ها اشاره نمود.

## نگارخانه
- برایان کلمنس در بانک اطلاعات اینترنتی فیلم‌ها (IMDb)
- The Man Who Created The Avengers: An Interview with Brian Clemens
- Brian Clemens Interview 2012